# Marquesado de Montoliú
El marquesado de Montoliu es un título nobiliario español creado el 10 de abril de 1875 por el rey Alfonso XII en favor de Plácido María Montoliu y Erill de Sarriera, diputado a Cortes y académico de la Historia.
Fue rehabilitado en 1954, durante el gobierno de Francisco Franco, por Javier de Montoliu y Siscar.

## Marqueses de Montoliu
|                                     | Titular                                    | Periodo                  |
| Creación por Alfonso XII            | Creación por Alfonso XII                   | Creación por Alfonso XII |
| ----------------------------------- | ------------------------------------------ | ------------------------ |
| I                                   | Plácido María Montoliu y Erill de Sarriera | 1875-1899                |
| Rehabilitación por Francisco Franco |                                            |                          |
| II                                  | Javier de Montoliu y Siscar                | 1954-2017                |
| III                                 | José Carlos de Montoliu y Sanllehy         | 2022-actual titular      |

## Historia de los marqueses de Montoliu
- Plácido María Montoliu y Erill de Sarriera (Tarragona, 18 de noviembre de 1828-El Morell
- , 28 de octubre de 1899), I marqués de Montoliu,[2] diputado a Cortes y miembro de la Real Academia de la Historia, hijo de Francisco de Montoliu y de Dusai y de Josefa de Sarriera y de Pinós.[2]

Casó el 5 de mayo de 1860 con María del Pilar de Togores y Zaforteza, hija delos condes de Ayamans, con la que tuvo diez hijos.
En 1954, tras solicitud cursada el 11 de enero de 1949 (BOE del día 19 de ese mes) y decreto del 27 de noviembre de 1953 (BOE del 14 de diciembre), le sucedió, por rehabilitación:
Rehabilitación en 1954
- Javier de Montoliu y Siscar (m. 1 de febrero de 2017),[6] II marqués de Montoliu.

Casó con Ana Sanllehy y Segura.  Su hijo José Carlos de Montoliu y Sanllehy ha solicitado la sucesión del marquesado en enero de 2022. Le sucedió su hijo:
- José Carlos de Montoliu y Sanllehy, III marqués de Montoliu.[9]